# Lophostoma schulzi
Lophostoma schulzi é uma espécie de morcego da família Phyllostomidae. Pode ser encontrada no Brasil, Guiana, Suriname e Guiana Francesa.